# أهيس (اسم)
أَهْيَس هو اسم علم مذكر من أصل عربي، وجاء الاسم على صيغة اسم التفضيل، ومعناه هو الشجاع الجريء والصلب يدق كل شيء.